# Автомагістраль A12 (Нідерланди)
Автострада A12 — автомагістраль у Нідерландах. Дорога з'єднує місто Гаагу з німецьким кордоном, поблизу Зевенаара, і німецьким автобаном BAB 3. На своєму шляху він перетинає три голландські провінції: Південну Голландію, Утрехт і Гелдерланд.

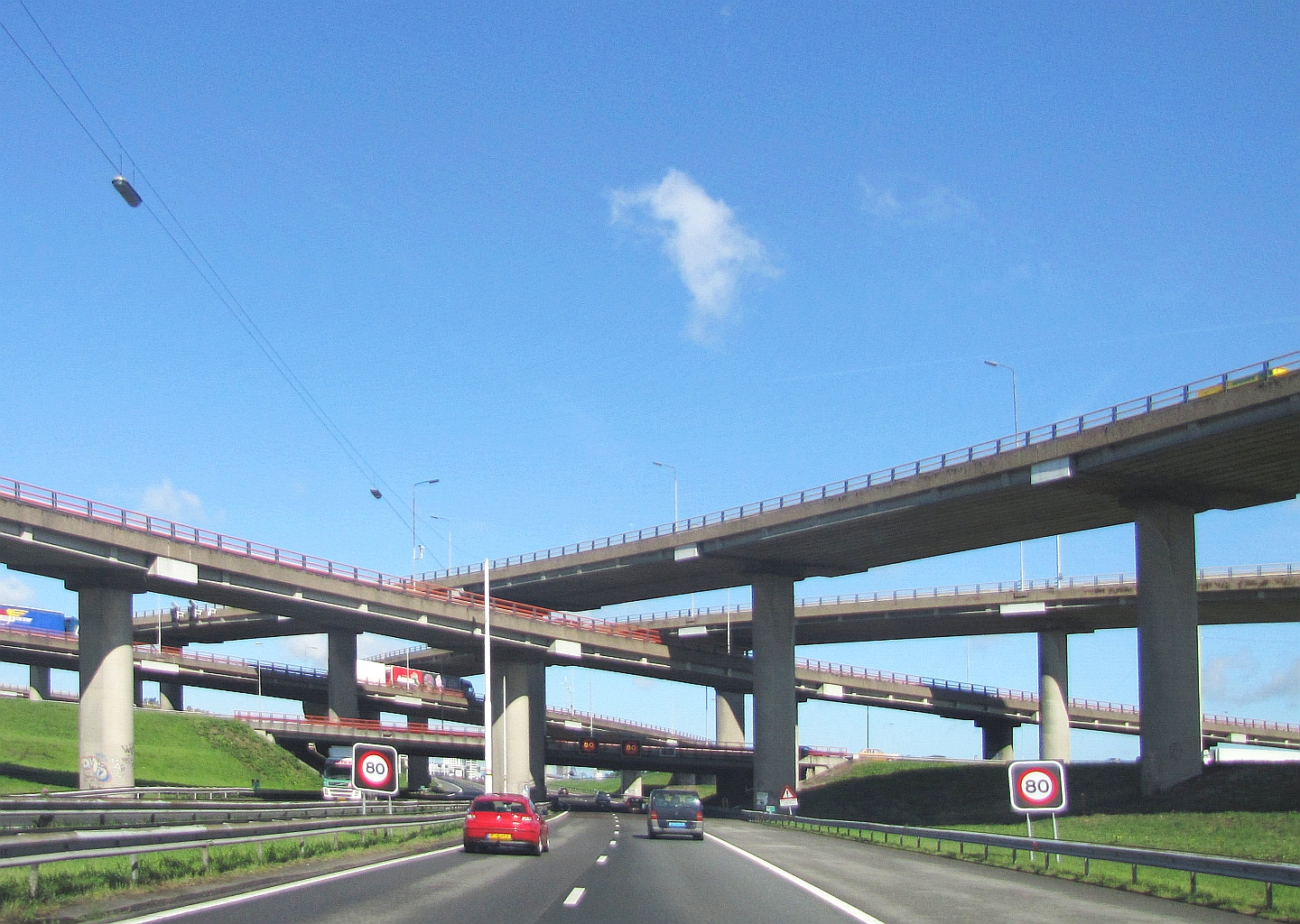
Перехід на автостраду A12 6 км, 3,7 милі) на автомагістраль A4 через 5 мостів: Knooppunt Prins Clausplein

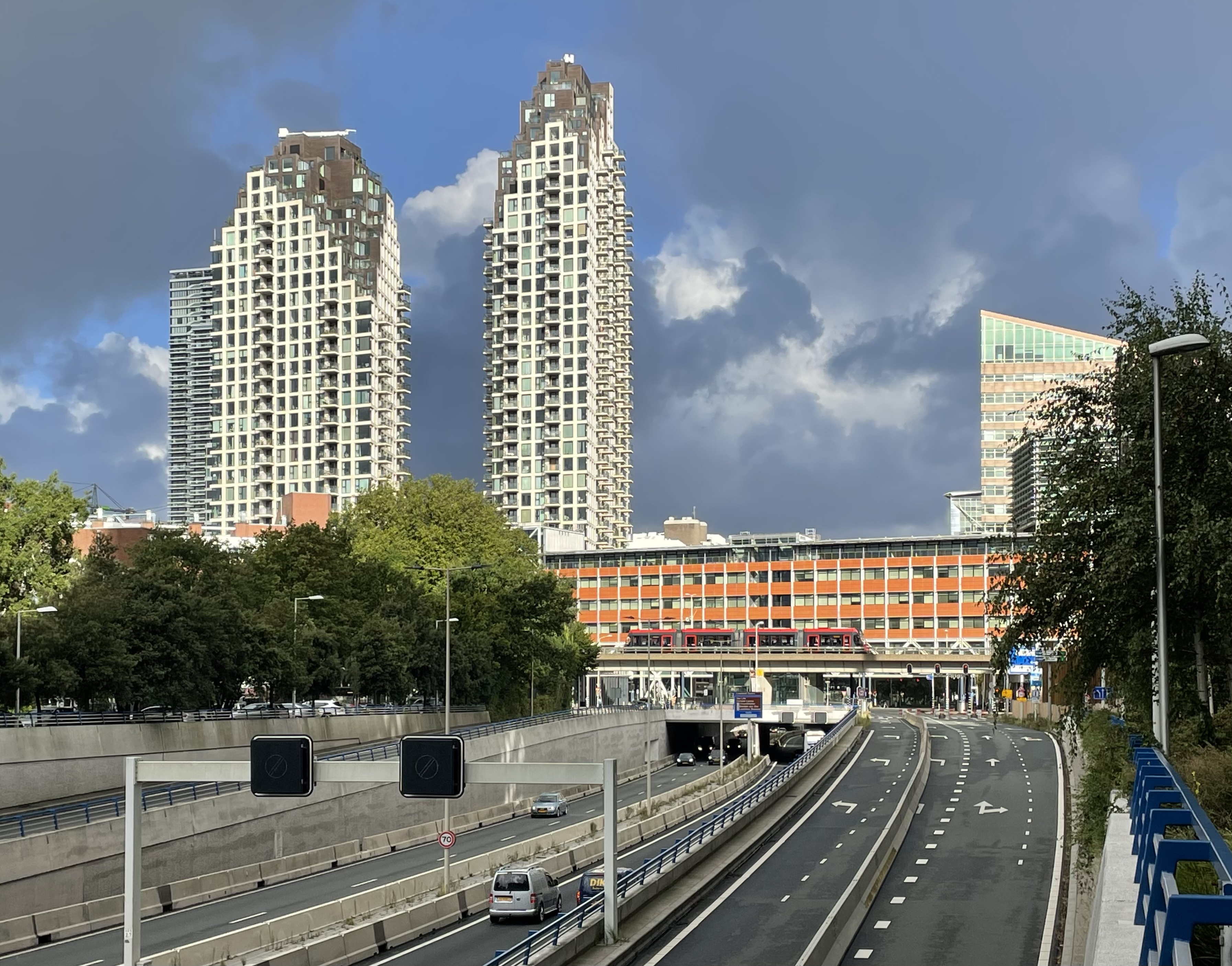
A12 як шосе в Гаазі.

## Європейські маршрути
Автомагістраль A12 проходить разом із частинами трьох основних європейських маршрутів:
- Європейський маршрут E30 слідує за A12 між розв'язкою Prins Clausplein біля Гааги та розв'язкою Lunetten, на південний схід від міста Утрехт.
- Європейський маршрут E25 пролягає вздовж A12 між розв'язкою Gouwe поблизу Gouda та розв'язкою Oudenrijn, на південний захід від Утрехта.
- Європейський маршрут E35 слідує за маршрутом A12 від розв'язки Oudenrijn до кордону з Німеччиною.